# Johan Dalman
Johan Fredrik Dalman, född 6 juli 1960 i Göteborg, är en svensk präst och biskop i Strängnäs. Sedan 2015 är han överhovpredikant för det svenska kungahuset.

## Utbildning
Dalman var under studietiden i Uppsala förste kurator vid Göteborgs nation 1986 och är sedan 1987 ordförande för nationens landsmannaförening.[källa behövs] Han studerade teologi, konstvetenskap och praktiskt filosofi vid Uppsala universitet.
År 1989 disputerade Dalman i teologi i Uppsala på en avhandling om den tredje earlen av Shaftesburys teologiska estetik ("Guds tilltal i det sköna"). Dalman är inspirerad av anglikansk fromhet, särskilt av den progressivt högkyrkliga riktningen Affirming Catholicism och Rowan Williams, men även av Martin Lönnebo och hans frälsarkrans. 
Dalman prästvigdes 1990 för Uppsala stift.

## Kyrkliga ämbeten

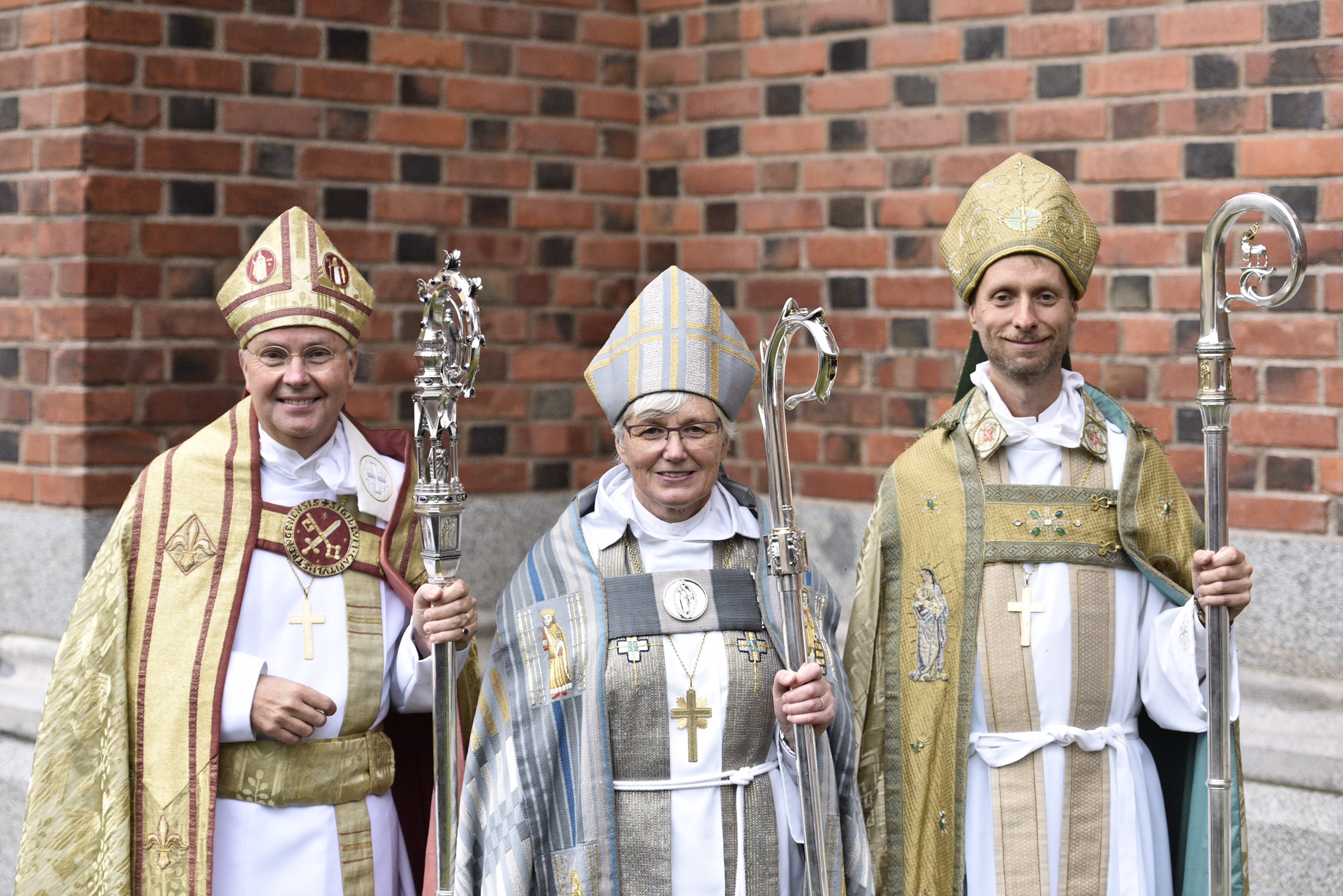
Johan Dalman, Antje Jackelén och Mikael Mogren 2015.

Dalman har varit komminister i Enköping[källa behövs]. 1994-2000 var han sekreterare för teologi och ekumenik på Kyrkokansliet i Uppsala och förlagschef för Verbum förlag 2000-2003. 2003-2008 hade Dalman samlat ansvar för Svenska kyrkans ekumeniska kontakter.

### Strängnäs stift
År 2008 blev han domprost i Strängnäs domkyrkoförsamling.[källa behövs]
År 2015 var Johan Dalman jämte Cristina Grenholm en av två huvudkandidater i valet av biskop i Strängnäs stift. Vid nomineringsvalet erhöll han 62 procent av rösterna. Johan Dalman vann sedan biskopsvalet i Strängnäs 4 mars 2015 med 68,5 procent av rösterna. Den 6 september 2015 vigdes han i Uppsala domkyrka, av ärkebiskop Antje Jackelén till biskop i  Strängnäs stift och blev därmed den 58:e i biskopslängden. Hans valspråk är "Följ med och se". Den 29 november samma år tillträdde han posten som överhovpredikant.

### Överhovpredikant
Dalman är sedan 2015 överhovpredikant för det svenska kungahuset och har varit officiant vid dop av prins Alexander, prins Gabriel, prinsessan Adrienne, och prins Julian (samtliga i Drottningholms slottskyrka).

## Familj
Johan Dalman är son till direktör Knut Dalman och Maj Tegström. Han är gift med konstvetaren Margareta Nisser Dalman, fil. dr. och överintendent vid Kungliga Husgerådskammaren. Makarna har tre barn. Han tillhör den adliga ätten Dalman.

## Utmärkelser
- H.M. Konungens medalj i guld av 12:e storleken med Serafimerordens band (Kong:sGM12mserafb 2021) för förtjänstfulla insatser som överhovpredikant[10]
- Kungliga Patriotiska Sällskapets medalj för betydande gärning 1:a storleken (2016).
- Rättsriddare av Johanniterorden (R-RJohO)[11]
- Carl XVI Gustafs jubileumsminnestecken (CXVIG:sJmtIII) med anledning av 70-årsdagen.
- Carl XVI Gustafs jubileumsminnestecken (CXVIG:sJmtIV) med anledning av 50-åriga regeringsjubileet.
- Honorary fellow Harris Manchester College, Oxford, sedan 2018
- Hedersledamot av Göteborgs Nation i Uppsala sedan 2003.

## Uppdrag i urval
- Ärkebiskopens ersättare i Svenska kyrkans kyrkostyrelse